# 켄 로치
켄 로치(Ken Loach, 1936년 6월 17일~)는 영국의 영화 감독 겸 각본가이다.
사회주의 신념에 따라 《레이닝 스톤》, 《빵과 장미》 등 노동 계급, 빈민, 노숙자 등의 주제를 사실적으로 그린 사회적 사실주의 영화를 많이 제작했다.
1970년 《케스》로 카를로비바리 영화제 대상을 받은 것을 시작으로 국제영화제에서 다수의 수상경력이 있다. 1977년에는 대영 제국 훈장 4등급(OBE) 수훈자로 지명되었으나 이를 고사하기도 했다.
2006년 제59회 칸 영화제에서 《보리밭을 흔드는 바람》으로 황금종려상을 받았으며, 2014년에는 베를린 국제 영화제 명예 황금곰상 수상자로 선정되었다.
2016년 제69회 칸 영화제에서 《나, 다니엘 블레이크》로 황금종려상을 또 받았다.

## 작품

### 감독 작품
- 나의 올드 오크 (2023)
- 미안해요, 리키 (2019)
- 나, 다니엘 블레이크 (2016)
- 지미스 홀 (2014)
- 1945년의 시대정신 (2012)
- 앤젤스 셰어: 천사를 위한 위스키 (2012)
- 루트 아이리쉬 (2010)
- 루킹 포 에릭 (2009)
- 자유로운 세계 (2007)
- 그들 각자의 영화관 (2007)
- 보리밭을 흔드는 바람 (2006)
- 티켓 (2005)
- 다정한 입맞춤 (2003)
- 2001년 9월 11일 (2002)
- 스위트 식스틴 (2001)
- 네비게이터 (2001)
- 빵과 장미 (2000)
- 내 이름은 조 (1998)
- 명멸하는 불빛 (1997)
- 맥도날드 망신당하다 (1997)
- 칼라송 (1996)
- 랜드 앤 프리덤 (1995)
- 레이디버드 레이디버드 (1994)
- 레이닝 스톤 (1993)
- 숨겨진 안건 (1990)
- 하층민들 (1990)
- 파더랜드 (1986)
- 누구의 편에 설 것인가? (TV) (1984)
- 외모와 미소 (1981)
- 사냥터지기 (1980)
- 블랙 잭 (1979)
- 희망의 나날들 (TV) (1975)
- 가족 생활 (1971)
- 케스 (1969)
- 빅 플레임 (TV) (1969)
- 골든 비전 (TV) (1968)
- 불쌍한 암소 (1967)
- 인 투 마인즈 (TV) (1967)
- 캐시 컴 홈 (TV) (1966)
- 3 클리어 선데이 (TV) (1965)
- 업 더 정션 (TV) (1965)
- 아서 결혼의 파경 (TV) (1965)
- 커밍 아웃 파티 (TV) (1965)
- 젊은이의 일기 (TV) (1964)

### 각본
- 2001년 9월 11일 (2002)
- 누구의 편에 설 것인가? (TV) (1984)
- 사냥터지기 (1980)
- 블랙 잭 (1979)
- 케스 (1969)
- 불쌍한 암소 (1967)
- 캐시 컴 홈 (TV) (1966)

## 같이 보기
- 싱크대 사실주의